# شيء للجميع (فلم)
شيء للجميع (بالإنجليزية: Something for Everyone) فيلم دراما، وجريمة من نوع الكوميديا السوداء أمريكي لعام 1970  للمخرج هارولد برنس (في أول ظهور له في الإخراج)، وسيناريو هيو ويلر عن قصة «الطباخ» للكاتب هاري كريسنج، وحبكة الفيلم مختلفة تمامًا عن الرواية. الفيلم من بطولة أنجيلا لانسبري، ومايكل يورك، وأنتوني هيجينز وجين كار. بدأ تصوير الفيلم في 30 يونيو 1969، وصدر إلى دور العرض في  يوليو 1970. ترشحت أنجيلا لانسبري لجائزة جولدن جلوب لأفضل ممثلة. تمت إعادة تسمية الفيلم في المملكة المتحدة، بعنوان «زهور سوداء للعروس» (العنوان الفرعي: كوميديا الشر) وصدر في مايو 1971.

## طاقم التمثيل
أنجيلا لانسبري: في دور الكونتيسة هيرتي فون أورنشتاين
مايكل يورك: في دور كونراد لودفيج
أنتوني هيجينز: في دور هيلموث فون أورنشتاين (وصفت باسم أنتوني كورلان)
جين كار: في دور لوت فون أورنشتاين
هيديليندي فايس: في دور أنيليس بليشك
ولفريد لاير: في دور كلاوس
ديسبو ديامانتيدو: في دور بوبي (وصفت باسم ديسبو)
جون جيل: في دور السيد بليشك
إيفا ماريا مينيكي: في دور السيدة بليشك
كلاوس هافنشتاين: في دور رودولف
والتر يانسن: في دور الأب جورج
بالاشتراك مع: إريك جيلدي - ديسبو ديامانتيدو - إنزي فوكس - إرلاند إرلاندسن - هانز بوسينباتشر - هيلدا فايسنر - هيلا جرويل - ماريوس أيشر - موجينز فون جادو - جيمس هيرلي - إرنست زيجلر.

## أحداث الفيلم
كونراد لودفيج، هو شاب وسيم، وغريب، وهو أيضاً مفتون بقلعة بالقرب من قرية أورنشتاين البافارية، ويحلم بامتلاكها والعيش فيها. القلعة هي ملك الكونتيسة الأرملة هيرثي فون أورنشتاين، التي تعيش في بيت المهر، وغير قادرة على فتح قلعتها ماديًا والعيش فيها. يخطط كونراد ليصبح أحد خدام الكونتيسة، ويصادف قصة حب أنيليسي بليشكي السيدة الشابة الجميلة، والثرية أيضاً، وهي ابنة زوجين ثريين حديثين. يفكر كونراد في استخدام ثروتهم لإعادة فتح القلعة.
يتسبب كونراد في مصرع خادم الكونتيسة أورنشتاين، ويأخذ مكانه في خدمة الكونتيسة. يتعرف كونراد على هيلموت فون أورنشتاين، الشاب الخجول والجذاب وهو ابن الكونتيسة، ولوت فون أورنشتاين، الفتاة العادية والمزعجة وهي ابنة الكونتيسة. يتضح ان هيلموث مثلي جنسياً، ويبدأ كونراد في علاقته الرومانسية عندما يحاول كلاوس، رئيس خدم القلعة، إيقاف كونراد بإطلاق النار عليه، يذهب كونراد إلى عمدة أورنشتاين، الذي يميل بقوة إلى استئصال كل النازيين المتبقين في ألمانيا، ويبلغه عن كلاوس بعد اكتشافه أنه يحمل سرًا فاضحًا، حيث كان والده عقيدًا نازيًا، وذكراه محفوظة باعتزاز في غرفة نوم كلاوس. يُطرد كلاوس بشكل سريع وهادئ من عمل الكونتيسة، تاركًا كونراد حراً ليكون محبًا لهيلموث بينما يأخذ مكان كلاوس كرئيس لخدم القلعة.
يبدأ كونراد بالتأثير على الكونتيسة الأرملة، ويشجعها على إقامة حفلة جريئة ومكلفة في بيت المهر من أجل بدء قصة حب زائفة بين هيلموت، وأنيليس بليشكي. يصبح كونراد الآن عاشقاً لكل من الشاب هيلموت، والشابة أنيليس، ويدفعهما للانخراط مع بعضهما البعض، بينما يؤكد لهما سراً أنه سيكون هناك دائمًا في القلعة، وعند توقيع عقد الزواج، تتدفق أموال أسرة أنيليس لإعادة فتح القلعة، وتجديدها، ويتم الزواج، لكن شهر العسل يصبح كارثة، حيث يريد كل من العروس والعريس فسخ الزواج.
تتجه أنيليس، مصدومة وغير قادرة على الكلام، إلى سيارة ليموزين التي سيقودها كونراد، لاصطحابها هي ووالداها إلى القلعة. تنهار أنيليس وتبدأ في مصارحة أسرتها بوضعها، ولكن يقلب كونراد سيارة الليموزين إلى أسفل جسر شديد الانحدار، ويتمكن من القفز قبل أن تتحطم، مما يسفر عن مقتل كل ركاب السيارة، بينما يهرب هو بكسر في الساق.
يمر كونراد بفترة نقاهة ممتعة حيث أصبحت الكونتيسة نفسها هي اهتمامه الرومانسي الجديد، وبعد ليلة عاطفية مع الكونتيسة، يخططون للزواج. يوافق هيلموت على مضض. كان للشابة لوت شقيقة هيلموت خططاً أخرى، وعشية الزفاف، تبلغ كونراد أنها تعرف كل شيء عن مآثره القاتلة والفاضحة، وببراعة تتجنب أن تكون الضحية التالية لكونراد وتجعله يتزوجها بدلاً من والدتها.

## استقبال الفيلم
منح موقع الطماطم الفاسدة الفيلم تقييماً مقداره 80% بناءاً على آراء خمسة نقاد،
كتب جيفري كوفمان على موقع بلو راي بتاريخ 9 ديسمبر 2016: «الفيلم قد يجذب، في الواقع، فئة ديموغرافية معينة فقط، ولكن بالنسبة لأولئك الأشخاص، وخاصة أولئك الذين يميلون إلى المسرح، والذين يتوقون لرؤية ما فعله مخرج ومنتج مبدع مثل هارولد برنس بمجرد أن يقف خلف الكاميرا، فإن الفيلم لديه بعض المتع ليقدمها... المزايا التقنية ليست مثالية بأي حال من الأحوال، ولكن حقيقة أن هذا العنصر الطائفي يحصل على إصدار عالي الدقة أمر رائع للغاية»، ومنح الموقع ثلاثة ونصف نجمة للفيلم من أصل خمسة نجوم.
كتب ستيوارت بيرون على موقع فيلدج فويس: «المخرج برنس فشل فشلاً ذريعًا».
كتب ديريك وينرت على موقعه النقدي بتاريخ 15 أغسطس 2019: "المخرج هارولد برنس هو رمز برودواي الذي أنتج أو أخرج بعض أشهر المسرحيات الموسيقية في القرن العشرين على خشبة المسرح مثل: قصة الحي الغربي – كباريه – إيفيتا – شبح الاوبرا، توفي في 31 يوليو 2019، عن عمر يناهز 91 عامًا، وأخرج فيلمين فقط، أحدهما "شيء للجميع".
كتب بيتر هانسون على موقع «كل أفلام السبعينات»: «يذهب الفيلم إلى العديد من الأماكن المظلمة التي قد يجدها بعض المشاهدين مقيتة، لذلك ليس من المستغرب أن هذا الفيلم لم ينجح خلال إصداره الأصلي ويظل الآن، في أحسن الأحوال، مفضلًا طفيفًا بالنسبة لأولئك الذين يستمتعون بمزيج العناصر المحدد للغاية في الفيلم».

## روابط خارجية
- مقالات تستعمل روابط فنية بلا صلة مع ويكي بيانات